# ساتيا نادالا
ساتيا نادالا (بالتيلوغوية: సత్య నాదెళ్ల)‏ هو الرئيس التنفيذي لشركة مايكروسوفت. عُيَّن رئيسًا تنفيذيًّا في 4 فبراير 2014، خلفاً للرئيس السابق، ستيف بالمر. كان ساتيا يشغل منصب نائب الرئيس التنفيذي لمجموعة مايكروسوفت للسحابة والمشاريع (Cloud and Enterprise Group)، وكان المسؤول عن بناء وتشغيل العديد من الخدمات التي تقدمها المجموعة (أدوات التطوير، بيئة الحوسبة، وخدمات الحوسبة السحابية).

## النشأة
ولد ساتيا في حيدر أباد، أندهرا براديش، في الهند. درس في مدرسة حيدر أباد العامة في بيجومبيت ودرس البكالوريوس في مجال هندسة الإلكترونيات و الاتصالات في معهد مانيبال للتكنولوجيا، مانيبال، كارناتاكا. بعد انتقاله إلى الولايات المتحدة الأمريكية، حصل على ماجستير في علوم الكمبيوتر من جامعة ويسكونسن ميلووكي وماجستير إدارة الأعمال من جامعة شيكاغو مدرسة بوث لإدارة الأعمال. لعب ساتيا رياضة الكريكت، ويعتبرها واحدة من هواياته حتى اليوم. وقال مرة: «أعتقد أن لعب الكريكيت علمني أكثر عن العمل الجماعي وعن القيادة والتي بقيت معي طوال مسيرتي المهنية».
وقال مرة: «دائما ما أردت أن أبني أشياء»

## الحياة المهنية
عمل ناديلا مع شركة صن ميكروسيستمز كأحد أعضاء الطاقم التقني، قبل أن ينضم لمايكروسوفت عام 1992.

## وصلات خارجية
- ساتيا نادالا على موقع الموسوعة البريطانية (الإنجليزية)
- ساتيا نادالا على موقع مونزينجر (الألمانية)
- السيرة الذاتية لدى مايكروسوفت